# 組織核心
組織核心（英語：Playmaker），為足球員的一個特定的風格，并不是一個固定崗位，主要為己隊制定進攻流程，通常通过他们的视野，技术，控球，创造力和传球能力将球发展到对方的危险地带。

## 質素
組織核心能定奪一場比賽的節奏和準繩，協調整個球隊的發揮。技術上，組織核心球員首要傳球準繩、控球妥當和廣闊的球場視野和具有閱讀球賽能力。而普遍亦具有上佳處理罰球能力。
而最偉大的組織核心(如阿根廷的馬勒當拿)更具創造性和會作出出其不意的進攻、射門或致命的傳送。而那種令球迷出其不意的驚奇的讚嘆，令球迷比喻他們為球場上藝術家。
組織核心主要介乎正中場與進攻中場之間的位置，比一般正中場不同的是，他們額外要控制比賽節奏，給認為是主導球賽的進攻。
一個組織核心的基本特性包括：
- 良好的短傳球能力。許多組織核心的有很高天賦和創造力，亦要善於一腳傳球。
- 創造力/視野。組織核心，具備前場視野、閱讀球賽的能力，發現空位、創造機會是他們的天職。

當代出色的組織核心包括、保羅·史科爾斯、等。而組織核心中具備特高自由度者，便是我們常說的典型10號球員了。最著名而又把這角色演繹得最為淋漓盡致的在足球史上共有七位：普拉蒂尼、比利、馬拉度納、克魯伊夫、和。

## 位置
組織核心
傳統的組織核心(英格蘭稱 playmaker，意大利稱 trequartista 即四分三專家，巴西稱 meia-atacante 即翼鋒，阿根廷和烏拉圭稱 enganche即鈎子)，介乎正中場與進攻中場之間的位置，例如薛高、施丹、雷哥斯達、法比加斯。
墮後組織核心
墮後組織核心(英格蘭稱 deep-lying playmaker，意大利稱 regista 即指揮官，巴西稱 meia-armador 即進攻中場)，大多會穿上8,6(南美球員則5)號球衣，後移到防守中場位置，他們搶截能力不佳，但他们可以利用空间和时间差来控制球队进攻的节奏，他们的主要职责并不是攻击球门。拖后组织者，往往以其视野，控球，和传球闻名，许多球员有在恰当的时机精确的转移球进行攻防转换或进行长时间的传控球和很强的远射能力。因較後位置而獲得更多空間發揮，例子派路、卻奧斯、史高斯、沙比阿朗素、沙維。
前場組織核心
前場組織核心(英格蘭稱 advanced playmaker)，或自由組織核心(英格蘭稱 free role playmaker，意大利稱 fantasisti 即組織核心)，能游走進攻中場和翼鋒位置，另有一種則走上輔鋒和翼鋒位置(意大利語 rifinitore 即連繫人)作前鋒和中場的聯繫，有如9號半球員，活躍範圍更廣，和具有盘带和射門能力，例子柏天尼、羅拔圖巴治奧.、朗拿甸奴。

## 註解
1. ↑  .   [2014-07-12]. （原始内容存档于2009-07-21）.
2. ↑  .   [2012-06-16]. （原始内容存档于2013-06-04）.